# 웨이드 도밍게스
웨이드 도밍게즈(1966년 5월 10일 ~ 1998년 8월 26일)는 미국의 배우이다.

## 출연 작품
- 위험한 아이들